# Angelo Parisi
Angelo Parisi (Arpino, 3 januari 1953) is een voormalig Frans/Brits judoka. Parisi behaalde in 1972 de bronzen medaille in de open klasse in München onder de Britse vlag. In 1974 trouwde Parisi met een Française en kwam vanaf dat moment uit voor Frankrijk. Parisi werd in totaal vier keer Europees kampioen waarbij er tussen zijn eerste en laatste titel twaalf jaar zat. Parisi behaalde zijn grootste succes tijdens de Olympische Zomerspelen 1980 met een gouden medaille in het zwaargewicht en een zilveren medaille in de open klasse. Vier jaar later behaalde Parisi de zilveren medaille in het zwaargewicht. Parisi ontving in 2009 de achtste dan.

## Resultaten
- Europese kampioenschappen judo 1972 in Voorburg  in het halfzwaargewicht
- Olympische Zomerspelen 1972 in München  in de open klasse
- Europese kampioenschappen judo 1977 in Ludwigshafen am Rhein  in de open klasse
- Europese kampioenschappen judo 1978 in Helsinki  in het halfzwaargewicht
- Europese kampioenschappen judo 1979 in Brussel  in de open klasse
- Europese kampioenschappen judo 1980 in Wenen  in het zwaargewicht
- Europese kampioenschappen judo 1980 in Wenen  in de open klasse
- Olympische Zomerspelen 1980 in Moskou  in het zwaargewicht
- Olympische Zomerspelen 1980 in Moskou  in de open klasse
- Europese kampioenschappen judo 1982 in Rostock  in het zwaargewicht
- Europese kampioenschappen judo 1983 in Parijs  in de open klasse
- Europese kampioenschappen judo 1983 in Parijs  in het zwaargewicht
- Europese kampioenschappen judo 1984 in Luik  in de open klasse
- Olympische Zomerspelen 1984 in Los Angeles  in het zwaargewicht

1964: Isao Inokuma ·
1972: Wim Ruska ·
1976: Serhei Novikov ·
1980: Angelo Parisi ·
1984: Hitoshi Saito ·
1988: Hitoshi Saito ·
1992: Davit Chachaleisjvili ·
1996: David Douillet ·
2000: David Douillet ·
2004: Keiji Suzuki ·
2008: Satoshi Ishii · 
2012: Teddy Riner · 
2016: Teddy Riner · 
2020: Lukáš Krpálek · 
2024: Teddy Riner